# 王子谷剛志
王子谷 剛志（おうじたに たけし、1992年6月9日 - ）は、日本の柔道家。大阪府泉佐野市出身。得意技は大外刈。血液型はO型。

## 経歴
幼少の頃は柔道好きの父親によく柔道の試合を見せられていた。そのなかでも井上康生の試合に魅了されたこともあって、7歳の時にやまびこ少年柔道クラブで柔道を始めた。小学生の時は父親に払腰と大外刈を仕込まれた。東海大相模中学時代は全国大会の個人戦、団体戦で何度か上位に入るが優勝までには至らなかった。なおこの時期は、監督の林田和孝の指示で払腰ではなく大外刈の方を重点的に強化することになった。東海大相模高校2年の時には1年先輩の羽賀龍之介や橋本壮市、藤井岳などとともに活躍して、団体戦の高校3冠（全国高校選手権、金鷲旗、インターハイ）に貢献した。3年の時には全国大会の団体戦でいずれも国士舘高校に敗れて2位に終わるが、インターハイの個人戦100kg超級では優勝した。さらに全日本ジュニアで優勝して、世界ジュニア代表に選出されると、世界ジュニアにおいても決勝で東海大学に柔道留学している中国の王皓を有効で破り、この階級で山下泰裕以来34年ぶりの優勝を成し遂げた。
東海大学へ入学後、1年の時には6月の優勝大会で優勝した。8月のユニバーシアード個人戦では3位にとどまったが、団体戦では優勝を飾った。11月の世界ジュニアでは2連覇を成し遂げた。2年と3年の時にも優勝大会で優勝した。
4年の時には、4月の全日本選手権の3回戦で73kg級の世界チャンピオンである大野将平を指導3、準々決勝で前年2位の原沢久喜を大外刈、準決勝で世界選手権81kg級代表の永瀬貴規を合技でそれぞれ破ると、決勝では優勝候補筆頭の上川大樹を大外刈で破って初優勝を成し遂げた。学生での優勝は2008年の石井慧以来となった。6月の優勝大会ではチームの7連覇に貢献したものの、7月のグランドスラム・チュメニでは決勝でブラジルのラファエル・シルバに指導3で敗れて2位にとどまった。9月のアジア大会では決勝でモンゴルのウルジバヤル・ドゥレンバヤルを有効で破って優勝を果たした。12月のグランドスラム・東京では3位に終わった。
2015年2月のグランプリ・デュッセルドルフでは準決勝まで全て一本勝ちするが、決勝で九州電力の七戸龍に指導3で敗れて2位に終わった。4月からは旭化成の所属となった。体重別では準決勝で原沢を有効で破るも、決勝では会社の先輩である西潟健太に袈裟固で敗れて2位にとどまった。続く全日本選手権では準決勝で原沢に指導3で敗れて3位に終わり、2連覇はならなかった。世界選手権代表には選出されなかったが、世界団体のメンバーには選ばれた。6月のグランプリ・ブダペストでは優勝を飾った。8月の世界団体では決勝の韓国戦で金成民を指導2で破ってチームの優勝に貢献した。10月のグランドスラム・パリでは準々決勝で原沢に指導2で敗れるが、その後の3位決定戦でウクライナのヤキフ・ハンモを有効で破って3位になった。12月のグランドスラム・東京では準々決勝で七戸に後袈裟固で敗れるなどして7位に終わった。
2016年4月の体重別では初戦で明治大学2年の小川雄勢に指導2で敗れた。続く全日本選手権では準決勝で七戸と対戦すると、指導3を先取されるも大外巻込で技ありを取ると、その直後に再び大外巻込を決めて一本勝ちを収め、僅かに残されていた七戸のオリンピック代表の夢を打ち砕いた。決勝では2年前に続く対戦となった上川を大外刈と支釣込足の合技で破って2年ぶり2度目の優勝を飾った。しかしながら、昨年12月のGS東京で7位に終わった時点でオリンピック代表候補から外れていたために、今大会で優勝してもリオデジャネイロオリンピック代表に選出されることはなかった。7月のグランドスラム・チュメニでは準決勝で小川に指導2で敗れて3位に終わった。8月のリオデジャネイロオリンピックの際にはライバルの原沢が出場した試合は一切見ることができず、ゲームの実況パワフルプロ野球で選手育成をしながらやり過ごしていた。11月の講道館杯では決勝で大学の5年後輩となる太田彪雅を指導3で破って、今大会初優勝を飾った。グランドスラム・東京では決勝で大学の3年後輩となる影浦心を指導3で破って初優勝を果たした。
2017年2月のグランドスラム・パリでは初戦の技あり以外は全て一本勝ちで決勝まで進むと、七戸に反則勝ちして今大会初優勝を飾った。4月の体重別では決勝で影浦を送襟絞で破って今大会初優勝を飾った。全日本選手権では準々決勝までの3試合を一本勝ち、準決勝では昨年に続いての対戦となった七戸を縦四方固で破ると、決勝では大学の3年後輩であるウルフ・アロンと対戦すると、GSに入ってから両者出血するアクシデントがあったものの、指導2を取って2年連続3回目の優勝を成し遂げた。今大会を連覇したのは鈴木桂治以来12年ぶりのこととなった。この結果、世界選手権代表に選出された。6月の実業団体では決勝でJRAと対戦すると、代表戦で原沢に大外返で敗れて2位に終わった。9月の世界選手権では3回戦で世界ランキング57位の伏兵であるオーストリアのダニエル・アレルストルファーと対戦すると、技ありを先取しながら技あり2つを取り返されて逆転負けを喫した。世界団体では決勝のブラジル戦でシルバを技ありで破ったのを始め、全勝してチームの金メダルに貢献した。11月の世界選手権（無差別）では準々決勝で100kg級の中堅選手であるキューバのアンディ・グランダにGSに入ってから払腰で敗れるも、その後の3位決定戦で影浦に反則勝ちして3位になった。12月のグランドスラム・東京では準々決勝でリオデジャネイロオリンピック100kg級金メダリストであるチェコのルカシュ・クルパレクと対戦して、逆一本背負投で技ありを先取しながら小外掛で逆転の一本負けを喫すると、敗者復活戦は棄権して7位に終わった。
2018年2月のグランドスラム・デュッセルドルフでは初戦において世界選手権無差別で敗れたグランダに合技で雪辱するなどして決勝まで進むが、原沢との対戦では組み手争いが続く消極的な試合展開でお互いに指導3が与えられたことにより、両者反則負けを喫して2位にとどまった。2018年から新規導入されたIJFルールによる両者反則負けの適用第1号となった。この試合に関してIJFは、「両柔道家は闘う意図がなかった。最近、改定したルールにより、今回のような形で両者を処分できる」とコメントした。一方、王子谷は「整理できていない。もやもやしている」「両者反則負けになる前に、審判から何らかのアクションがあると聞いていた。実際にはなかった」と不満を述べた。4月の体重別では準決勝で小川に反則負けを喫して3位にとどまった。続く全日本選手権では準々決勝で国士舘大学2年の飯田健太郎を袈裟固で破ると、準決勝では過去3戦3敗の小川を開始早々に出足払で技ありを取って破ったが、決勝ではライバルの原沢にGS含めて9分16秒の戦いの末に反則負けを喫して3連覇はならなかった。世界選手権代表にはなれなかったが、アジア大会代表には選ばれた。6月の実業団体では3戦3分けだったものの、チームは3年ぶり17度目の優勝を果たした。8月のアジア大会では準決勝で金と対戦すると、王子谷が片手での袖釣込腰を掛けると不十分でノースコアに。その際、ショルダー・アームブリーカーの体勢になっていた。主審はいったん待てを掛けるが、金が痛がって仰向けになったところを王子谷が上四方固で抑え込んだので「そのまま」に変更。しかし、後のビデオ判定により王子谷の反則負けとなった。指導の累積による反則負けではなく危険行為による反則負けだったために、3位決定戦には出場できず5位に終わった。本人はこの件に関して、「組み合っている時も（相手は）オーバーアクションを取ったりしていた。（肘がきまっている感触は）なかった」「結果的に解釈で反則負けを食らった。審判が見て危険だと判断された。そこは改善しないといけない」と語った。なお、監督の井上はこの判断に対して審判団に抗議したものの認められなかった。9月のアジア大会男女混合団体戦では決勝のカザフスタン戦のみの出場となったが、自らが試合に出る前にチームが勝利を決めてしまったために、結果として試合をすることなく優勝メンバーの一員として名を連ねることになった。11月の講道館杯では準々決勝で七戸に反則負けすると、その後の3位決定戦でも太田に反則負けを喫して5位に終わった。続く地元開催のグランドスラム・大阪では、準々決勝でロシアのタメルラン・バシャエフに技ありで敗れると、敗者復活戦でもモンゴルのナイダン・ツブシンバヤルに反則負けして7位に終わった。
2019年4月の体重別では準決勝で原沢に反則負けして3位にとどまった。続く全日本選手権では準々決勝でウルフに内股で敗れた。11月の講道館杯では準々決勝で綜合警備保障の香川大吾に横四方固で敗れるも、その後の3位決定戦で太田を破って3位になった。
2020年11月の講道館杯では準々決勝で日本製鉄の佐藤和哉に反則負けすると、敗者復活戦でも太田に反則負けして7位に終わった。12月に延期された全日本選手権では、3回戦で佐藤に反則勝ちするも、準々決勝で81kg級の選手である綜合警備保障の佐々木健志に一本背負投で技ありと小内巻込で有効を取られて敗れて5位にとどまった。
2021年12月の全日本選手権では3年ぶりにベスト4まで進んだが、準決勝で太田に反則負けして3位に終わった。
2022年4月の体重別は新型コロナウイルスの検査で陽性反応が出たため、出場を見合わせた。続く全日本選手権には出場を果たすも、準々決勝で原沢に縦四方固で敗れて5位に終わった。5月の実業団体では優勝した。
2023年4月の全日本選手権では準決勝で90kg級の選手であるパーク24の田嶋剛希を技ありで破ると、決勝では同じ所属の1年先輩である羽賀龍之介に反則勝ちして、今大会6年ぶり4度目の優勝を果たした。6月の実業団体では優勝した。11月の講道館杯では3位になった。
2024年4月の体重別は準決勝で太田に反則負けを喫して3位だった。続く全日本選手権では準決勝で会社の8年後輩である旭化成の中野寛太に開始早々の小外刈で敗れて3位だった。6月の実業団体では優勝した。講道館杯では準々決勝で大学の10年後輩である東海大学4年の中村雄太と対戦すると、相手を場外に押し出したことで指導が与えらて反則負けするなどして5位に終わった。
2025年4月の体重別では準決勝で太田に横四方固で敗れて3位だった。続く全日本選手権では2回戦で佐藤に0－3の判定で敗れた。なお、王子谷はミスター全日本と呼ばれるほど全日本選手権では無類の強さを誇っていたが、今大会で初めてベスト8圏外で敗退を喫することとなった。6月の実業団体では決勝のパーク24戦で90㎏級の田嶋剛希を上四方固で破ると、チームも優勝した。

## 戦績
- 2006年 - 近代柔道杯 3位
- 2007年 - 近代柔道杯 3位
- 2007年 - 全国中学校柔道大会 個人戦 3位
- 2007年 - 全日本選抜少年柔道大会 3位
- 2009年 - 全国高校選手権 団体戦 優勝
- 2009年 - 金鷲旗 優勝
- 2009年 - インターハイ 団体戦 優勝
- 2010年 - 全国高校選手権 団体戦 2位
- 2010年 - 金鷲旗 2位
- 2010年 - インターハイ 個人戦 優勝 団体戦 2位
- 2010年 - 全日本ジュニア 優勝
- 2010年 - 世界ジュニア 優勝
- 2010年 - 講道館杯 3位
- 2011年 - フランスジュニア国際大会 優勝
- 2011年 - 優勝大会 優勝
- 2011年 - ユニバーシアード 個人戦 3位 団体戦 優勝
- 2011年 - 全日本ジュニア 優勝
- 2011年 - 世界ジュニア 優勝
- 2012年 - ベルギー国際 3位
- 2012年 - アジア選手権 個人戦 2位 団体戦 2位
- 2012年 - 優勝大会 優勝
- 2012年 - ワールドカップ・タシュケント 優勝
- 2012年 - 学生体重別団体 優勝
- 2013年 - ヨーロッパオープン・トビリシ 2位
- 2013年 - 体重別 3位
- 2013年 - 優勝大会 優勝
- 2013年 - ユニバーシアード 団体戦 優勝
- 2013年 - 学生体重別団体 2位
- 2013年 - 講道館杯 5位
- 2014年 - ヨーロッパオープン・オーバーヴァルト 2位
- 2014年 - 体重別 3位
- 2014年 - 全日本選手権 優勝
- 2014年 - 優勝大会 優勝
- 2014年 - グランドスラム・チュメニ 2位
- 2014年 - アジア大会 優勝
- 2014年 - 学生体重別団体 優勝
- 2014年 - グランドスラム・東京 3位
- 2015年 - グランプリ・デュッセルドルフ 2位
- 2015年 - 体重別 2位
- 2015年 - 全日本選手権 3位
- 2015年 - 実業団体 優勝
- 2015年 - グランプリ・ブダペスト 優勝
- 2015年 - 世界団体 優勝
- 2015年 - グランドスラム・パリ 3位
- 2015年 - グランドスラム・東京 7位
- 2016年 - 全日本選手権 優勝
- 2016年 - 実業団体 2位
- 2016年 - グランドスラム・チュメニ 3位
- 2016年 - 講道館杯 優勝
- 2016年 - グランドスラム・東京 優勝
- 2017年 - グランドスラム・パリ 優勝
- 2017年 - 体重別 優勝
- 2017年 - 全日本選手権 優勝
- 2017年 - 実業団体 2位
- 2017年 - 世界団体 優勝
- 2017年 - 世界選手権 無差別 3位
- 2017年 - グランドスラム・東京 7位
- 2018年 - グランドスラム・デュッセルドルフ 2位
- 2018年 - 体重別 3位
- 2018年 - 全日本選手権 2位
- 2018年 - 実業団体 優勝
- 2018年 - アジア大会 個人戦 5位 団体戦 優勝
- 2018年 - 講道館杯 5位
- 2018年 - グランドスラム・大阪 7位
- 2019年 - 体重別 3位
- 2019年 - 全日本選手権 5位
- 2019年 - 講道館杯 3位
- 2020年 - 講道館杯 7位
- 2020年 - 全日本選手権 5位
- 2021年 - 全日本選手権 3位
- 2022年 - 全日本選手権 5位
- 2022年 - 実業団体 優勝
- 2023年 - 全日本選手権 優勝
- 2023年 - 実業団体 優勝
- 2023年 - 講道館杯 3位
- 2024年 - 体重別 3位
- 2024年 - 全日本選手権 3位
- 2024年 - 実業団体 優勝
- 2024年 - 講道館杯 5位
- 2025年 - 体重別 3位
- 2025年 - 実業団体 優勝

（出典、JudoInside.com）